# Canule

Canule.

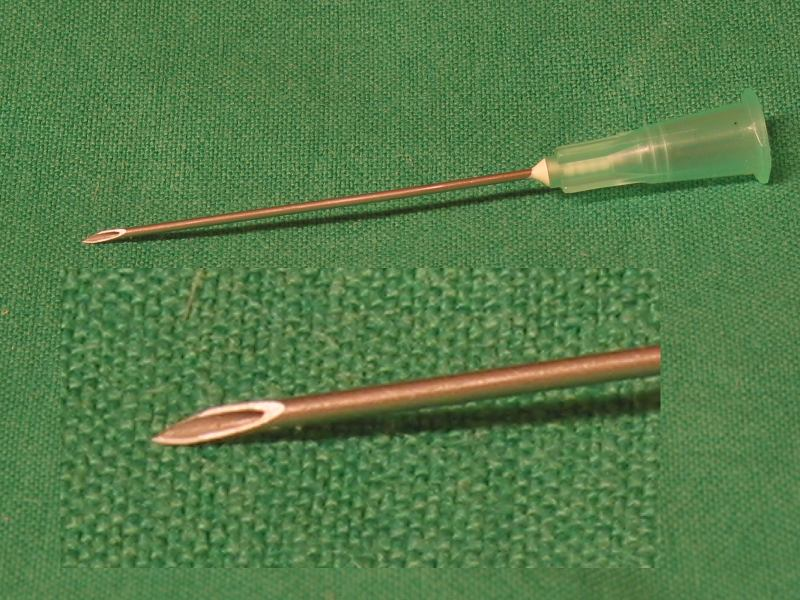
Canules.

Une canule est un petit tube constitué en matière plastique, en métal, quelquefois en caoutchouc, droit ou recourbé, permettant le passage de l'air ou d'un liquide à travers un orifice, naturel ou obtenu après une opération chirurgicale.

## Canule de trachéotomie

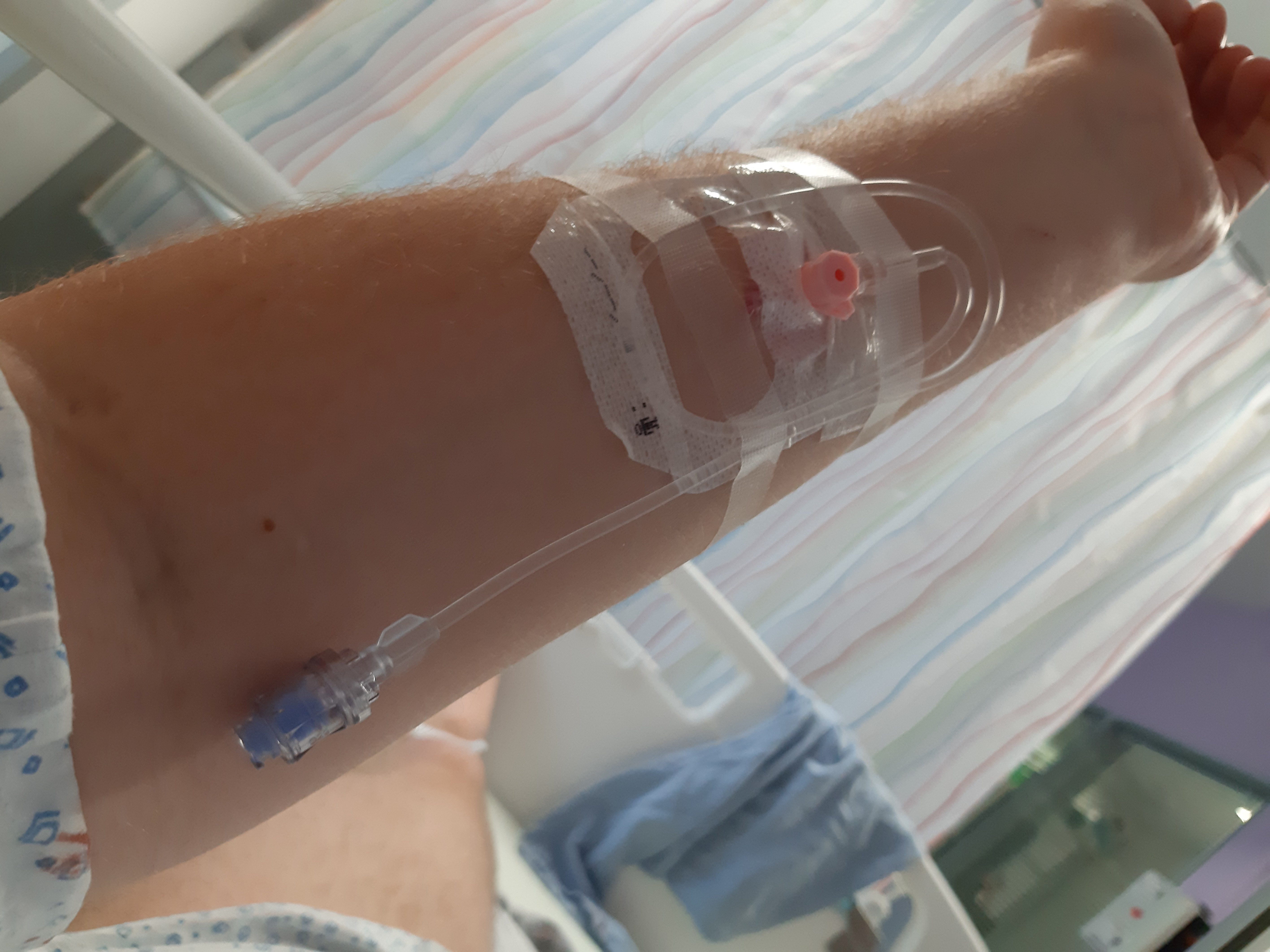
Tubulure - elle est insérée dans une veine, et un transfuseur ou un compte-gouttes, par exemple, est attaché à la canule.

Chez des patients qui bénéficient d'une trachéotomie on place une canule afin d'empêcher l'orifice de se refermer et de permettre le branchement éventuel sur un respirateur.
La trachéotomie est pratiquée le plus souvent pour contourner une obstruction des voies aériennes supérieures ou pour assurer l’assistance respiratoire artificielle de longue durée. Le médecin pratique une ouverture (ou « stoma ») dans la trachée, au niveau du cou, et place ensuite un tube en plastique incurvé (ou canule de trachéotomie) dans l’ouverture par laquelle le patient pourra respirer.

## Canule de Guedel

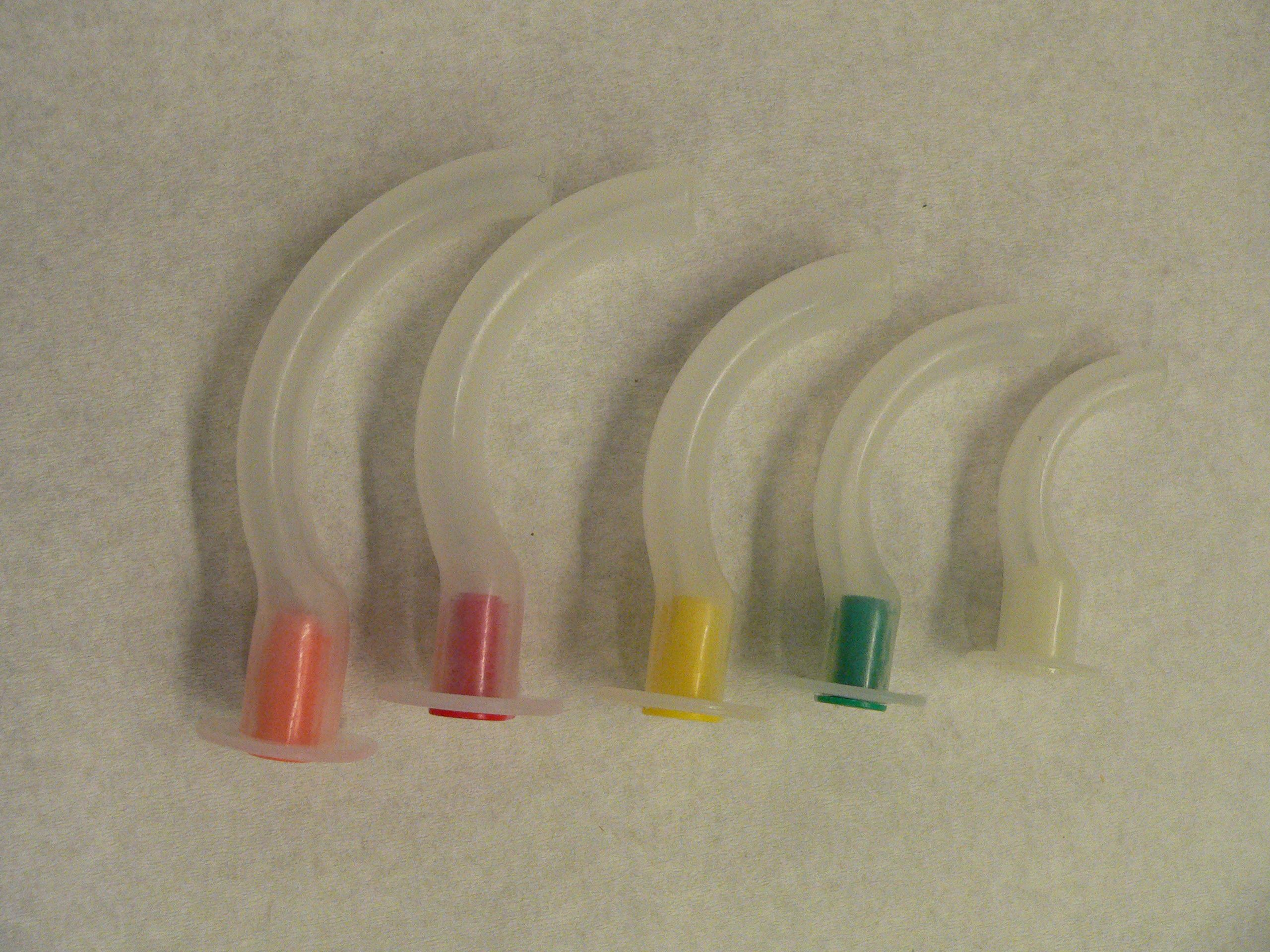
Canules de Guedel.

La canule de Guedel (ou canule de Mayo) est utilisée pour maintenir ouvertes les voies aériennes d'un patient dans le coma. Elle est souvent utilisée pour le passage de l'air vers les poumons en gardant la cavité buccale et le pharynx libres. Avec l'usage de cette canule, le patient ne pourra mordre la sonde endotrachéale et sa langue ne s'affaissera pas vers l'arrière sur l'épiglotte pour obstruer les voies respiratoires.

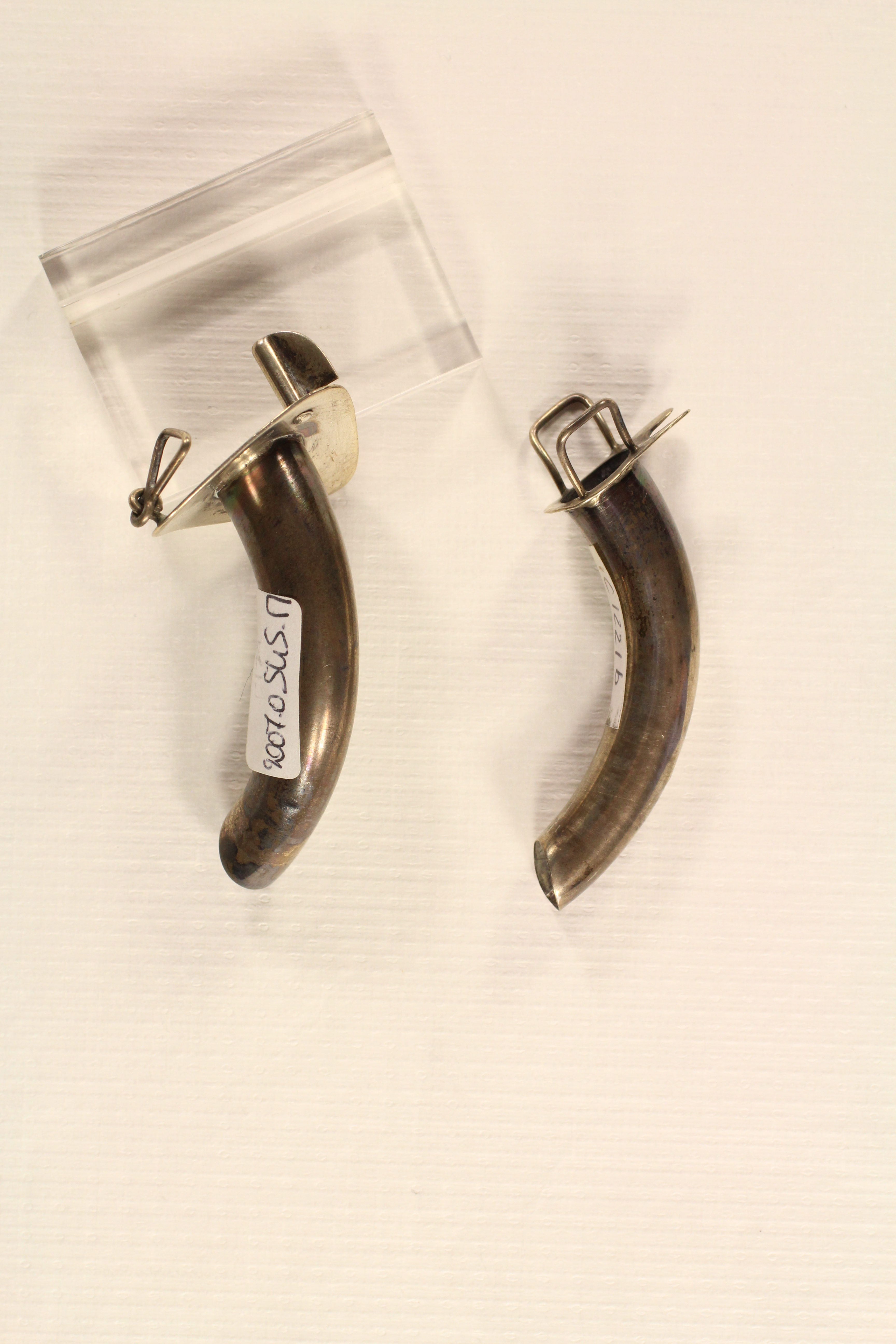
Canules anciennes.

Elle est choisie en fonction de la distance entre la commissure labiale et l'angle de la mâchoire chez l'enfant et l'adulte. Chez l'adulte, on peut aussi utiliser la distance comprise entre la commissure des lèvres et le lobe de l’oreille. La canule ne doit pas être fixée, pour que la victime puisse la retirer au besoin. Lors de l'usage sur une victime, elle doit être placée en prévoyant son éventuel remplacement par une intubation. La canule est souvent réutilisée d'un patient à un autre, mais elle sera stérilisée entre les deux usages.

## Canule rectale ou vaginale
Elles sont utilisées pour pratiquer les lavements, intestinaux ou vaginaux, ainsi que l'aspiration du contenu de l’utérus dans le cadre d'un avortement par exemple.